# اویاماتسومی

کامیئومی (داستان تولد خدایان) بر اساس کوجیکی

اویاماتسومی (به ژاپنی: 大山津見神 Ōyamatsumi) در اساطیر ژاپن خدای کوه و برادر بزرگتر آماتراسو و سوسانو (خدا) است. دیگر نام‌های او عبارتند از: واتاشی نو اوکامی (= 和多志大神) و ساکاتوکه (= 酒解神).

## شجره‌نامه
در کامیئومی (داستان تولد خدایان) بر اساس کوجیکی، اویاماتسومی فرزند ایزاناگی و ایزانامی بود. پس از آن او با خواهرش کایا-نو-هیمه (鹿 屋 野 比 売 神)، همچنین به عنوان «نو-زوچی» (野 椎 神) شناخته می‌شود، ازدواج کرد، از به هم پیوستن آنان، هشت خدای زیر متولد شدند:
- آمه-نو-سازوچی (天 之 狭 土 神)، خدای بی‌روح و بدون جنسیت
- کونی-نو-سازوچی (国 之 狭 土 神)، خدای بی‌روح و بدون جنسیت
- آمه-نو-ساگیری (天 之 狭 霧 神)، خدای بی‌روح و بدون جنسیت
- کونی-نو-ساگیری (国 之 狭 霧 神)، خدای بی‌روح و بدون جنسیت
- آمه-نو- کورادو (天 之 闇 戸 神)، خدای بی‌روح و بدون جنسیت
- کونی-نو-کورادو (国 之 闇 戸 神)، خدای بی‌روح و بدون جنسیت
- اوهوتو-ماتو-هاکو (大 戸 惑 子 神)، خدای مرد
- اوهاتا-ماتو-هیمه (大 戸 惑 女神)، خدای زن